# Wapen van Togo

Wapen van Togo

Het wapen van Togo werd aangenomen op 14 maart 1962. Het wapen toont twee leeuwen, die de moed van het volk symboliseren. Beide leeuwen dragen een pijl-en-boog; een oproep aan de inwoners op om actief te zijn in de verdediging van Togo. Tussen de leeuwen staat op een gouden schild de afkorting RT (=République Togolaise), met daarboven tweemaal de vlag van Togo. Op het lint staat het nationale motto: Travail, Liberté, Patrie ("Werk, Vrijheid, Vaderland").
Algerije · Angola · Benin · Botswana · Burkina Faso · Burundi · Centraal-Afrikaanse Republiek · Comoren · Congo-Brazzaville · Congo-Kinshasa · Djibouti · Egypte · Equatoriaal-Guinea · Eritrea · Ethiopië · Gabon · Gambia · Ghana · Guinee · Guinee-Bissau · Ivoorkust · Kaapverdië · Kameroen · Kenia · Lesotho · Liberia · Libië · Madagaskar · Malawi · Mali · Marokko · Mauritanië · Mauritius · Mozambique · Namibië · Niger · Nigeria · Oeganda · Rwanda · Sao Tomé en Principe · Senegal · Seychellen · Sierra Leone · Soedan · Somalië · Swaziland · Tanzania · Togo · Tsjaad · Tunesië · Westelijke Sahara · Zambia · Zimbabwe · Zuid-Afrika · Zuid-Soedan
Afhankelijke gebieden:
Brits Territorium in de Indische Oceaan · Canarische Eilanden · Ceuta · Melilla · Madeira · Mayotte · Réunion · Sint-Helena · Tristan da Cunha